# Chancas
Cet article concerne un ancien peuple d'Amérique du Sud précolombienne. Pour le Dr Diego Álvarez Chanca, voir Diego Álvarez Chanca.
1100–1438
Entités précédentes :
- État Huari

Entités suivantes :
- Empire inca

Les Chancas (ou Chankas) sont un ancien peuple d'Amérique du Sud précolombienne, qui s'étend du Rio Mantaro au Rio Apurimac du nord au sud et du bassin versant des Andes à l'Apurimac oriental et qui forme ensemble avec d'autres chefferies environnantes la « confédération » chanca. La confédération est une alliance militaire défensive unissant les Ancoquillos, les Uramarcas, les Willcas, les Utunsullas, les Poqras, les Rukanas et les Chankas eux-mêmes, ainsi qu’occasionnellement les Soras et les Huancas,,.
Originaires de Castrovirreina, les chankas migrent vers la vallée d'Andahuailas pour s'imposer face aux quechuas locaux, et développent un centre urbain important et une nation décrite à l'époque coloniale comme « riche et belliqueuse ». Selon María Rostworowski et Gonzalez Carré, les hordes chancas sont à l'origine de l'effondrement de l'État Huari,. Le peuple Chanca, dirigé par deux souverains portant l'un le titre d'Uscovilca et l'autre celui d'Ancovilca, actif surtout en 1200-1400, s'oppose notamment aux Soras et aux Incas, et est défait lors des guerres inca-chanca. À la suite de la victoire inca sur les Chancas, les Soras subissent un siège inca et sont également soumis à l'empire inca naissant. Cependant, la représentation par les chroniqueurs d'époque coloniale et la tradition incaïque d'une chefferie ou confédération puissante face aux incas est mise en cause par plusieurs universitaires,.
Auquimarca, un site important de la vallée de Chicha dans la région d'Andahuaylas, est, selon Lorenzo Huertas Vallejos, à une époque la capitale de l'ensemble dit chanca. Sondor est un complexe archéologique monumental attribué à la culture Chanka (13° 36′ 23″ S, 73° 16′ 08″ O). Il est situé dans le district de Pacucha à 21 km au nord-ouest de la ville d'Andahuaylas.

## Étymologie
D'après L. Bertonio, un linguiste d'époque coloniale, « cchanca » signifierait « obscur », tandis que le frère Domingo de Santo Tomás ne mentionne pas la vocable « chanca » et Gonzáles Holguín estime que « chanca» veut dire à la fois « chanceler » et « jambe ». Recaredo Pérez Palma prétend que « chanca » désigne le périnée. Pour l'historien péruvien Riva Agüero, « chanca » désigne des « nouveaux venus ».
L'origine de cette appellation (propre ou attachée aux chancas par les incas de Cuzco) est incertaine. 

## Organisation
Le dirigeant politique principal de la chefferie, c'est-à-dire le chef de la moitié nommée « Hanan Chanka », située dans la vallée d'Andahuailas, porte le titre d'Uscovilca et le chef de la moitié subordonnée  d'« Hurin Chanka » dans la région d'Uramarca est appelé Ancovilca.

### Chefferies confédérées
Selon les relations des chroniques espagnoles d'époque coloniale, la nation Chanca est un membre de la confédération chanca, une alliance défensive de diverses chefferies indépendantes. Constituée des nations Chankas et Poqras, elle s'étend, selon María Rostworowski, également sur le territoire des Huancas et Vilcas. Cependant, Rostworowski estime que les Huancas ne participent pas à l'attaque de Cuzco. D'après Víctor Navarro del Aguila, une confédération ou alliance est formée par les nations Chanca, Huanca et Poqra sous le commandement des premiers dans le but d'affronter les incas. Luis Lumbreras estime qu'un consensus existe pour affirmer que la nation Chanca est une petite chefferie au sein d'un organisme plus large incluant d'autres peuples qui correspondrait à l'entité puissante décrite par les chroniques coloniales. Cependant, les recherches archéologiques émettent des doutes sur l'authenticité de l'entité puissante et étendue Chanca mentionnée par les chroniqueurs coloniaux, indiquant qu'il s'agit d'une alliance défensive de petites chefferies sans traces de hiérarchisation du pouvoir.
La confédération est composée des Ancoquillos, des Uramarcas, des Utunsullas, des Soras, des Hancohuallus, des Rukanas, des Morochucos—les tribus de la région d'Andahuaylas et les Soras et Rucanas faisant partie de la nation chanca proprement dite—, des Poqras (dont les Iquichanos, les Huamangas, les Vilcas et les Yunca Tampu), des Angaras, des Huancas,,,’.

#### Chefferie Sora
Les Soras sont parfois mentionné comme étant alliés, d'autres fois comme étant rivaux des Chancas, les deux peuples étant dans un état de guerre permanent. À la suite de la défaite Chanca durant les guerres inca-chanca, les Soras sont vaincus séparément à la suite d'une campagne de l'empereur inca Pachacutec. Selon Lorenzo Huertas Vallejos, l'important site d'Auquimarca dans la vallée de Chicha, dans le territoire des Soras, est l'ancienne capitale de l'ensemble des chefferies appelées Chanca.

#### Chefferie Huanca
La chefferie huanca, composée d'après Navarro del Aguila des Huancavilcas, des Tacayasas, des Ancaray et des Huaytaras, est plus autonome du reste de la confédération et ne participe pas à l'attaque de Cuzco. Selon María Rostworowski, avec la participation des huancas à l'attaque, les chancas auraient eu une supériorité numérique leur garantissant la victoire.

### Capitale
Durant la deuxième période de l'histoire chanca précédant la domination incaïque, la région d'Andahuailas constitue la capitale de la nation Chanka, et est dotée d'une organisation politico-religieuse dualiste. Le site possède des maisons, des places publiques, des cimetières, des observatoires et des temples. En particulier, Auquimarca, dans la vallée de Chicha, est une capitale probable.

### Division entreHananetHurin
Le territoire de la chefferie est divisé en deux moitiés: Hanan Chanka et Hurin Chanka, dotée chacune d'un propre chef. Selon le récit rapporté par les chroniqueurs d'époque coloniale, c'est à la suite de la migration des chankas de Castrovirreina à Andahuaylas que deux chefs, Uscovilca et Ancovilca, postérieurement vénérés comme huacas, divisent le territoire nouvellement conquis en deux « partialités »,.

## Histoire

### Débuts
L'époque de l'émergence des chankas, à la suite de l'effondrement de l'empire Huari, dans l'histoire andine est nommée celle des « royaumes et seigneuries » et voit une forte fragmentation politique. Comme la plupart des chefferies andines, et contrairement à d'autres entités territoriales comme les Chinchas ou les Chimus, les Chankas constituent une petite chefferie sans forme complexe de gouvernance.
D'après l'ethno-historienne María Rostworowski, qui cite González Carré, les chankas aurait entretenue des relations tendues avec l'État huari, lequel « préalablement affaibli par un contexte que nous ignorons encore », se serait effondré à cause des  conflits avec les peuplades chancas, moins développées mais habituées à la guerre,.

#### Mythe d'origine
Selon le récit mythique d'origine, les chankas, les huancas, les angaras, et les huamanes sont originaires du lac Choclocacha. Les ancêtres-fondateurs chankas sont appelés Huaraca et Huasco. Durant cette « première période », les chankas rendent un culte aux ancêtres-fondateurs et habitent notamment Castrovirreina et Pilpichaca.

#### Premières habitations
Leurs habitations circulaires en pierre étaient initialement dispersées à travers la campagne, car en temps de paix, ils habitaient en bas de la montagne, à proximité des champs et de l'eau. Mais à la fin de l'ère Huari qui a précédé leur indépendance, les Chancas se sont retirés dans des endroits faciles à défendre, en amont des vallées et sur des sommets à plus de 3 500 m, dans des villages fortifiés, avec murs d'enceinte et douves défensives.
Les sites du début de la chefferie chanka, appelés « pirwas », sont de petite taille et dispersés. Ils sont souvent situés sur de hautes altitudes, peut-être à cause de guerres intestines ou pour augmenter les rendements en s'installant sur les hautes terres favorables à l'agriculture.

### Migration vers Andahuaylas et apogée
Depuis Castrovirreina, les chankas suivent la direction du Río Pampas et migrent vers Andahuaylas, en passant par les territoires des Quispillactas, Totos et Tanquiguas jusqu'à atteindre l'ethnie appelée « quechua » habitant la région d'Andahuaylas, alliée aux incas de Cuzco. Prenant avantage du désordre suivant le coup d'État d'Inca Roca, les chancas, qui vivent alors au nord de Cuzco, envahissent la région d'andahuaylas. Auparavant, Capac Yupanqui, le cinquième Sapa Inca, avait conclu une alliance avec les Quechuas de la région, qui craignaient déjà une invasion.
Installés dans la vallée d'Andahuailas, Uscovilca, un chef (kuraka) chanca, fonde et gouverne la moitié principale dite « Hanan Chanka » du territoire, tandis qu'Ancovilca est le dirigeant politique de la moitié subordonnée appelée « Hurin Chanka » et située dans la région d'Uramarca. Ces deux dirigeants seront postérieurement déifiés. La chefferie voit un important développement urbain, s'établissant, selon l'Inca Garcilaso de la Vega, comme nation « riche et belliqueuse ». D'après l'ethnologue Sabine Hyland, il semble que les femmes Chanka possédaient le droit inhabituel de détenir la propriété de la terre, des biens ou de l'argent tout au long de leur vie, plutôt que de les transmettre à un conjoint sous la forme d'une dot. Dans les Andes centrales, les droits de propriété et les biens corporels étaient généralement répartis entre les héritiers sur la base d'une « transmission parallèle », les hommes héritant de leur père et les filles de leur mère. D'après l'historien péruvien José Antonio del Busto Duthurburu, les chankas atteignent leur apogée maximale en 1420.

#### Conflits militaires
Les chancas ont menés, durant cette période, une guerre contre les soras, et sont accusés par ces derniers d'être à la cause du conflit pour avoir dirigés des confrontations belliqueuses à leur encontre. Le statut des chankas en tant qu'alliés ou adversaires est fluctuant et incertain.

### Guerres inca-chanca
La puissance de ce peuple s'est accrue au XVe siècle, ce qui se traduisit notamment par des guerres et en particulier envers les Quechuas, un peuple voisin et allié des Incas. Des chroniqueurs comme Garcilaso de la Vega, Miguel Cabello de Balboa (es) ou Bernabé Cobo, mentionnent plusieurs conflits entre Incas et Chancas, sans que l'on puisse démêler les faits réels des légendes.
Indépendants jusqu'en 1400, les deux états Chanka entrent en conflit avec les Incas. Les forces Chancas réussissent à pénétrer jusqu’à Cuzco, où elles sont vaincues par Yupanqui et son armée en 1438,. À la suite de cette attaque de Cuzco, les chancas se retirent sur leur territoire à Ichupampa, avant d'être vaincus définitivement par Yupanqui, dont le nom de règne sera Pachacutec, lors de la bataille de Yahuarpampa. Le souverain inca entreprend ensuite une campagne militaire contre les anciens confédérés et alliés des chankas, notamment contre les Soras et les Lucanas ou Rucanas,. Lors de cette expédition, il envoie depuis Vilcas son général Capac Yupanqui soumettre les Chinchas sur la côte, tandis qu'Apu Maita soumet les Soras et Vilcas réfugiés sur un rocher. Pachacutec traverse Huamanga, puis atteint sa destination finale, Vilcashuamán, une ville importante de la région, qu'il transforme en centre administratif. Tous les alliés et confédérés des Chancas sont alors soumis, et Pachacutec retourne à Cuzco, où il organise des festivités pour célébrer ses victoires.

### Domination inca
Une fois le peuple Chanka conquis par les Incas, il aurait été contraint de céder un tiers de ses terres agricoles à l'État inca, ce qui aurait conduit à la prise de tous les produits agricoles de ce tiers par les fonctionnaires de l'État, qui distribuaient les récoltes comme bon leur semblaient. Une corvée était en effet due par tous les sujets de l'empire inca, qu'il s'agisse de travaux agricoles, de travaux de construction ou de service dans l'armée.
Malgré cette perte de contrôle sur un tiers de leurs terres, les traces archéologiques suggèrent que la vie des Chanka était plus facile et plus saine sous la domination inca. Ils sont redescendus des sommets des montagnes plus près de leurs emplacements d'origine, près des rivières au pied des montagnes, menant ainsi une vie moins rude. Quand une expédition de l'empereur Pachacutec est envoyée au nord de Cuzco avec Capac Yupanqui à sa tête, le contingent chanca de l'arméé impériale remporte une importante victoire à Urcocollac. Des messagers (chaskis) sont envoyés pour informer le souverain inca. Ce dernier, ayant peur d'une résurgence des chancas et d'une révolte, décide de rompre l'alliance inca-chanca conclue auparavant et de trahir Anco Huallu, le chef du contingent chanca, en faisant parvenir à Capac Yupanqui l'ordre de tuer le contingent Chanca et son chef, sous peine d'être lui-même exécuté dans le cas où le général n'accomplirait pas les ordres donnés. Le chaski porteur de l'ordre atteint sa destination lorsque la sœur d'Anco Huallu se trouve en présence du général Capac Yupanqui. Cette dernière informe son frère, qui organise la fuite. Le contingent chanca dirigé par Anco Huallu s'installe dans le territoire des chachapoyas.

### Domination espagnole
Les incas ont dominé les Chanka pendant un peu plus d'un siècle. Une partie des Chanka se seraient alliés aux Espagnols contre l'empire inca et, après la victoire des conquistadors vers le milieu du XVIe siècle, auraient ainsi retrouvé pour un temps leur liberté et leurs terres, avant d'être à leur tour soumis, de se convertir au catholicisme (mais en gardant des traditions antérieures comme les offrandes à la Pachamama), d'apprendre l'espagnol et d'être assimilés.